# Elpis Constanța
Elpis Constanța, sau pur și simplu sub numele de Elpis, este un club profesionist de fotbal românesc cu sediul în Constanța, județul Constanța. Joacă în Liga IV.

## Istoric
Echipa a fost fondată în 1915, fiind unul dintre cele mai vechi cluburi din România. Primul câmp a fost amplasat pe malul Mării Negre de către Biserica Greacă. Echipa a jucat în primele trei ligi naționale ale României până în 1957, când clubul s-a dizolvat.

### Reînființarea
La 42 de ani de la desființarea clubului, în 1999, clubul reapare la Constanța ca un club privat sub conducerea lui Anton Hiropedi, ca un club care dorește să dezvolte tinerele talente.
După două finale pierdute în Cupa Danone, în 2002 și 2003, în cele din urmă în 2004 clubul câștigă trofeul. Anul viitor clubul câștigă campionatul național, liga de tineret, învingând-o în finală pe Gloria Arad cu 1-0.
Culorile echipei sunt albastru și negru.

## Palmares
Liga Tineretului
 Campioni (1) : 2005
 Cupa Danone
 Câștigători (1): 2004
 Finaliști (2): 2002, 2003